# Palmlori
De palmlori (Vini palmarum synoniem Charmosyna palmarum) is een vogel uit de familie Psittaculidae (papegaaien van de Oude Wereld).
Het is een kwetsbare vogelsoort van de Salomonseilanden en Vanuatu, eilandengroepen in de Grote Oceaan. 

## Kenmerken
De vogel is 15 tot 17 cm lang en overwegend groen gekleurd. Het mannetje heeft rond de snavel een rode vlek die als een korte bef tot de kin reikt. Bij het vrouwtje is de rode vlek veel kleiner of ontbreekt geheel. De vogel heeft in het groen op de rug een vage bruine waas. De ondervleugels zijn grijsgroen en de uiteinden van de staartveren zijn geel. De snavel en de poten zijn oranje.

## Verspreiding en leefgebied
De vogel komt in sterk fluctuerende aantallen voor op de Santa Cruzeilanden en Duffeilanden behorend tot de Salomonseilanden, vervolgens op de Bankseilanden zoals Vanua Lava en verder Gaua, Ambae en Espiritu Santo en mogelijk op meer eilanden in deze archipel behorend tot Vanuatu. Het leefgebied bestaat meestal uit montaan regenbos boven de 1000 m boven zeeniveau, maar soms ook uit kokospalmplantages op zeeniveau, waar zij foerageren op de bloesems van de kokospalm.

## Status
De palmlori heeft een beperkt verspreidingsgebied en daardoor is de kans op uitsterven aanwezig. De grootte van de populatie werd in 2016 door BirdLife International geschat op 1000 tot 2500 volwassen individuen en de populatieaantallen nemen af. Het leefgebied in laagland wordt aangetast door ontbossing waarbij natuurlijk bos wordt omgezet in gebied voor agrarisch gebruik en menselijke bewoning. Verder heerst er op de eilanden een voor vogels gevaarlijk soort malaria en richten tropische cyclonen vaak enorme schade aan. Om deze redenen staat deze soort als kwetsbaar op de Rode Lijst van de IUCN.